# Kuskär
Kuskär ist eine kleine zu Schweden gehörende unbewohnte Insel im Kattegat.
Sie liegt im Göteborger Schärengarten westlich von Göteborg in der Provinz Västra Götalands län und gehört zur Gemeinde Göteborg. Südlich von Kuskär erstreckt sich die deutlich größere Insel Rivö. Kuskär besteht aus einer Felsformation und verfügt kaum über Bewuchs. Die Insel hat in Nord-Süd-Richtung eine Ausdehnung von etwa 80 Metern, in Ost-West-Richtung von ungefähr 60 Metern.
Nördlich von Kuskär führen die Fährrouten Göteborg–Kiel und Göteborg–Frederikshavn vorbei.